# 千葉県立野田北高等学校
千葉県立野田北高等学校（ちばけんりつのだきたこうとうがっこう）は、かつて千葉県野田市谷津713にあった県立の高等学校。2006年に千葉県立野田高等学校と合併して千葉県立野田中央高等学校になった。

## 概要
昭和52年創立。全日制普通科・男女共学の高校であった。
校舎などの施設はそのまま野田中央高校へと受け継がれた。

## 出身者
- 江井康胤（社会人野球選手）
- 伊藤大介（Something ELse）
- 大久保伸隆（Something ELse）
- 春風亭 昇也（落語家）